# Битва при Віторії
Битва при Віторії — маштабний бій, що відбувся 21 червня 1813 року між військами Наполеонівської Франції та антифранцузької коаліції (Велика Британія, Португалії та Іспанії) в ході Іспансько-французької війни. В результаті битви французькі війська було витіснено за межі Піренейського півострова.

## Передумови
Війна Франції та Іспанії тривала з 1808 року, більша частина Піреней була під окупацією французів, а іспанський престол займав Жозеф Бонапарт, старший брат імператора Наполеона. Після втечі королівської сім'ї іспанська армія була роздрібнена й вела здебільшого партизанську війну. Крім того, Франції на Піренеях протистояли армія сусідньої Португалії, що зуміла зберегти більшу частину своїх територій, та британські війська під командуванням Велінгтона. Британський корпус перебував в Португалії ще з 1808 року і не лише активно допомагав Португалії у протистоянні натиску з боку французів, але й періодично проводив рейди в глиб окупованої частини Іспанії.
Черговий такий наступ 80-тисячна британсько-португальська армія Велінгтона розпочала у травні 1813 року. Більш того, до них приєналося близько 50 тисяч іспанських військ. Французька армія не лише чисельно поступалася союзникам (близько 85 тисяч), але й була розкидана на величезній території. Жозеф Бонапарт приймає рішення залишити декілька міст, в тому числі Мадрид, щоб зібрати цілісне військо у Віторії, але до початку битви в місце збору прибули лише три з п'яти французьких армій. Таким чином, 82 тисячам союзників під командуванням Велінгтона протистояла 60-тисячна французька армія.